# Кумбрес-де-Енмедіо
Кумбрес-де-Енмедіо (ісп. Cumbres de Enmedio) — муніципалітет в Іспанії, у складі автономної спільноти Андалусія, у провінції Уельва. Населення — 50 осіб (2010).
Муніципалітет розташований на відстані близько 370 км на південний захід від Мадрида, 95 км на північ від Уельви.

## Демографія
Динаміка населення (INE ):